# Mihail Racovitza
Mihail Racovitza, romunski general, * 1889, † 1954.